# Vitantonio Liuzzi
Vitantonio "Tonio" Liuzzi, född 6 augusti 1980 i Locorotondo, är en italiensk racerförare.
Liuzzi bor i Pescara.

## Racingkarriär
Liuzzi började köra karting som nioåring. Han tävlade i formel 3 2002 och i formel 3000 året efter. Han blev årets rookie i formel 3000 2003 och vann mästerskapet i klassen 2004. 
Liuzzi debuterade i Formel 1 som förare och testförare för Red Bull Racing 2005. Han tog poäng i sitt debutlopp i San Marino 2005. Liuzzi var under de följande två säsongerna försteförare i systerstallet Toro Rosso. Säsongen 2008 blev han test- och reservförare för Force India. När Giancarlo Fisichella efter Belgiens Grand Prix 2009 gick över till Scuderia Ferrari blev Liuzzi andreförare i Force India F1. Till säsongen 2011 gick han över till Hispania Racing

## F1-karriär
| Säsong     | Stall/Tillverkare    | Placering  | Lopp | Poäng | Etta | Tvåa | Trea | Pole | Varv |
| ---------- | -------------------- | ---------- | ---- | ----- | ---- | ---- | ---- | ---- | ---- |
| 2005       | Red Bull-Cosworth    | 23         | 4    | 1     |      |      |      |      |      |
| 2006       | Toro Rosso-Cosworth  | 19         | 18   | 1     |      |      |      |      |      |
| 2007       | Toro Rosso-Ferrari   | 18         | 17   | 3     |      |      |      |      |      |
| 2009       | Force India-Mercedes | 22         | 5    | 0     |      |      |      |      |      |
| 2010       | Force India-Mercedes | 15         | 19   | 21    |      |      |      |      |      |
| 2011       | Hispania-Cosworth    | 23         | 18   | 0     |      |      |      |      |      |
| Sammanlagt | Sammanlagt           | Sammanlagt | 81   | 26    | 0    | 0    | 0    | 0    | 0    |